# 卡斯伯特 (喬治亞州)
卡斯伯特（英語：Cuthbert）是一個位於美國喬治亞州蘭道夫縣的城市。根據2010年美國人口普查，該地人口為3873人，而該地的面積約為7.90平方千米。同時該地也是蘭道夫縣的縣治。

## 地理
卡斯伯特的座標為31°46′15″N 84°47′37″W / 31.77083°N 84.79361°W，而該地的平均海拔高度為142米（即466英尺）。